# 2024 en Afghanistan
Chronologie de l'Afghanistan
- 2020
- 2021
- 2022
- 2023
- 2024
- 2025
- 2026
- 2027
- 2028

Cet article présente les faits marquants de l'année 2024 en Afghanistan.

## Évènements
- 18 février : un éboulement de roche (en) provoqué par de fortes chutes de neige sur le village de Nakre cause la mort d'au moins 25 personnes.
- 18 mars : 8 personnes sont tuées lors de deux frappes aériennes pakistanaises, à la suite d'accusations selon lesquelles les attaques au Pakistan auraient été organisées en Afghanistan, ce que nient les talibans. En réponse, les autorités talibanes ont ouvert le feu sur les troupes pakistanaises à la frontière[1].
- 30 avril : un attentat, revendiqué par l'État islamique (EI), fait six morts dans une mosquée à Hérat[2]
- 10 mai : au moins 72 personnes sont tuées par les inondations à Baghlan[3].
- 17 mai : trois Espagnols et trois Afghans sont tués, ainsi que de nombreux blessés, après une attaque meurtrière survenue sur un marché de Bamiyan, au centre du pays[4].
- 18 mai : au moins 68 personnes sont tuées par des inondations dans les provinces de Ghor et de Faryab[5].
- 1er juin : un bateau transportant vingt-cinq personnes chavire dans l'est du pays, tuant vingt d'entre elles[6].
- 20 août : le rapporteur spécial des droits de l'homme auprès des Nations unies , Richard Bennett (en), est interdit d'entrer dans le pays par le gouvernement taliban[7]
- 22 août : une loi interdit aux femmes de parler ni d'être entendue de l'intérieur de leur maison dans l'espace public[8]
- 2 septembre : six personnes sont tuées et treize autres blessées dans un attentat suicide à Kaboul[9].
- 14 octobre : une nouvelle mesure législative promulguée par le ministère de la « promotion de la vertu et de la répression du vice » interdit aux médias de publier des images d’êtres vivants[10]
- 24 décembre : au moins quinze personnes sont tuées, dans une série de frappes aériennes de l'armée pakistanaise contre des cachettes présumées de talibans pakistanais dans la province de Paktika[11].

## Décès
- 11 décembre : Khalil Haqqani, homme politique